# Marc Bourdeau
Marc Bourdeau ist ein kanadischer Pianist.

## Leben
Er trat in Konzerten und Aufnahmen mit einigen der besten kanadischen Musiker seiner Generation auf, unter anderem Sänger wie Jean-François Lapointe, Agathe Martel, Kevin McMillan, Brett Polegato, Sharon Coste und Karina Gauvin. Er trat in Nord- und Südamerika auf, in Europa und Asien, mit Engagements an den Ravinia-, Montpellier-, Stuttgart-, Verbier-, Bath-, Launaudière-, Nagoya-, Sendai- und Maracaibofestivals, und er arbeitete in Meisterkursen zusammen mit berühmten Sängern wie Peter Schreier, Thomas Hampson, Jorma Hynninen and Hughes Cuénod. Er ist Gastprofessor am Conservatoire Neuchâtelois (Schweiz), und er studierte in Montreal, Genf, New York and London beim Yvonne Hubert, Béla Síki, Maria Curcio, Paul Hamburger, Roger Vignoles und Martin Katz.
Im Laufe des letzten Jahres gab er instrumentale und vokale Interpretationsworkshops und -klassen an der Royal College of Music und der Royal Academy of Music in London, an der Hong Kong Academy for Performing Arts, am Shanghai Conservatory of Music, an der Sommerakademie des Victoria Conservatory, am Atelier Lyrique der Opéra de Montréal und am Canadian Vocal Arts Institute.

## Aufnahmen
- Montreal Musica, Centrediscs, CD-CMCCM-32023
- Lionel Daunais: Mélodies - Songs, Centrediscs, CD-CMCCD-30122
- Star light, star bright, PianoPlus
- Richard Strauss: Lieder (live), PianoPlus
- Romance, PianoPlus
- Flammes, PianoPlus
- Songs of the heart, PianoPlus
- Tales of the east, PianoPlus
- SYRINX, PianoPlus
- WHO AM I?, PianoPlus
- MAHLER LIEDER, Atma Classique, ACD2 2665
- FESTIVALS, Atma Classique, ACD2 2295
- VAI AZULÃO, Marquis Classics, MAR 285
- SERGEI, BÉLA & BOHUSLAV, Brioso Recordings, BR 121
- MÉLODIE POPULAIRE, Société Nouvelle d’Enregistrement, SNE 626
- SONGS OF THE AMERICAS, Brioso Recordings, BR 112
- JOUEURS DE FLÛTE, Brioso Recordings, BR 110
- FLÛTE ROMANTIQUE, Société Nouvelle d’Enregistrement, SNE 609
- MÉLODIES FRANÇAISES, Société Nouvelle d’Enregistrement, SNE 588